# Spiroctenus lightfooti
Spiroctenus lightfooti är en spindelart som först beskrevs av William Frederick Purcell 1902.  Spiroctenus lightfooti ingår i släktet Spiroctenus och familjen Nemesiidae. Inga underarter finns listade i Catalogue of Life.